# تارریس

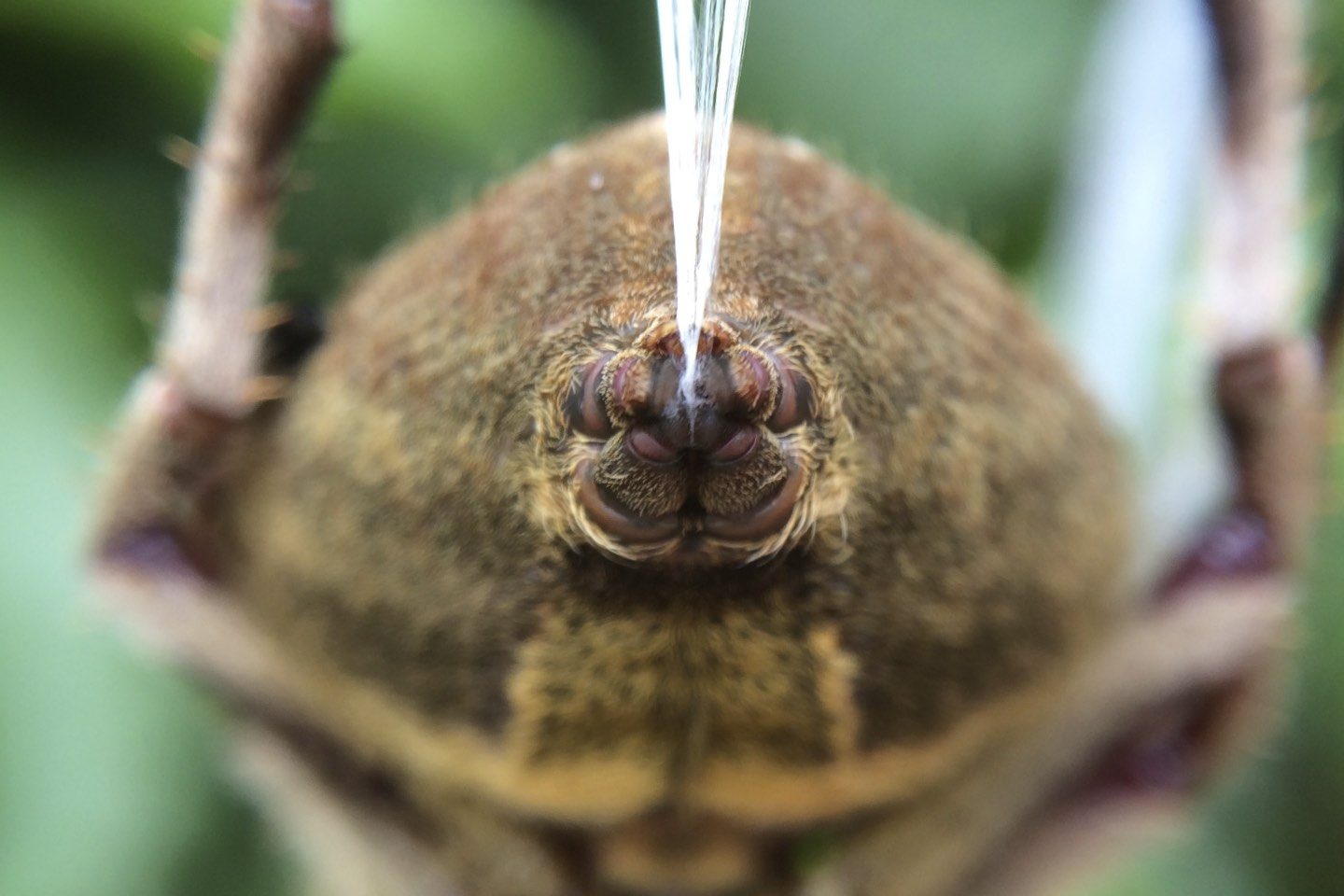
تارتن‌های یک عنکبوت گردباف باغی استرالیایی

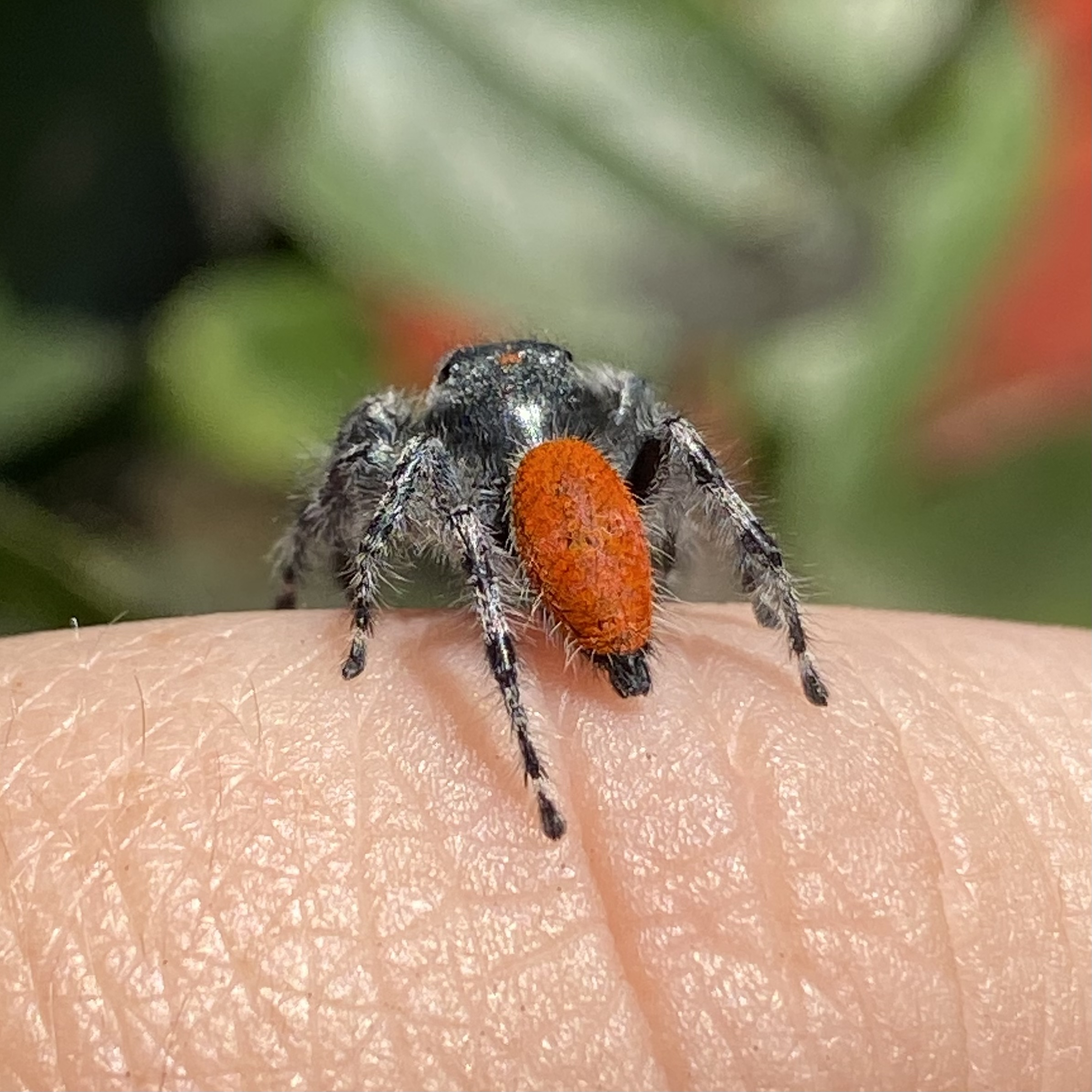
تارریس سیاه‌رنگ Phidippus adumbratus در زیر شکم قرمز دیدن می‌شود

تارریس یا اندام تارریسی (به انگلیسی: Spinneret) اندام ریسیدن ابریشم عنکبوت یا لارو حشره است. برخی از حشرات بالغ نیز دارای تارریسی هستند، مانند آنهایی که روی پاهای جلویی توربافان هستند. تارریس‌ها معمولاً در بخش زیرین پست‌تنه عنکبوت قرار دارند و معمولاً تقسیم‌بندی می‌شوند. در حالی که بیشتر عنکبوت‌ها دارای شش تارریس هستند، برخی دارای دو، چهار یا هشت تارریس هستند. آنها می‌توانند هم مستقل و هم باهمدیگر حرکت کنند.
گونه‌های مختلف عنکبوت‌ها از ابریشم بیرون‌آوری‌شده از تارریس‌ها برای ساختن تار عنکبوت ، انتقال اسپرم، به دام انداختن حشرات با پیچاندن آن به دور آن‌ها، ساختن محفظه‌های تخم‌مرغی، دستکاری الکتریسیته ساکن در هوا و پرواز (بالون‌شدن) و غیره استفاده می‌کنند.
برخی از لاروهای حشرات (از جمله کرم‌های ابریشم) ابریشم را بیرون می‌کشند تا یک پیله محافظ برای دگردیسی خود بسازند. حشراتی که به عنوان توربافان شناخته می‌شوند، گالری‌های ابریشمی را برای محافظت در برابر شکارچیان و عناصر در حین جست‌وجو و تولیدمثل می‌بافند.